# Westport (Connecticut)
Westport – miasto w Stanach Zjednoczonych, w stanie Connecticut, w hrabstwie Fairfield.
W Westport urodziła się Pamela Sue Martin, amerykańska aktorka, modelka.

## Miasta partnerskie
- Petersburg, Rosja
- Yangzhou, Chiny